# 宜昌街 (香港)

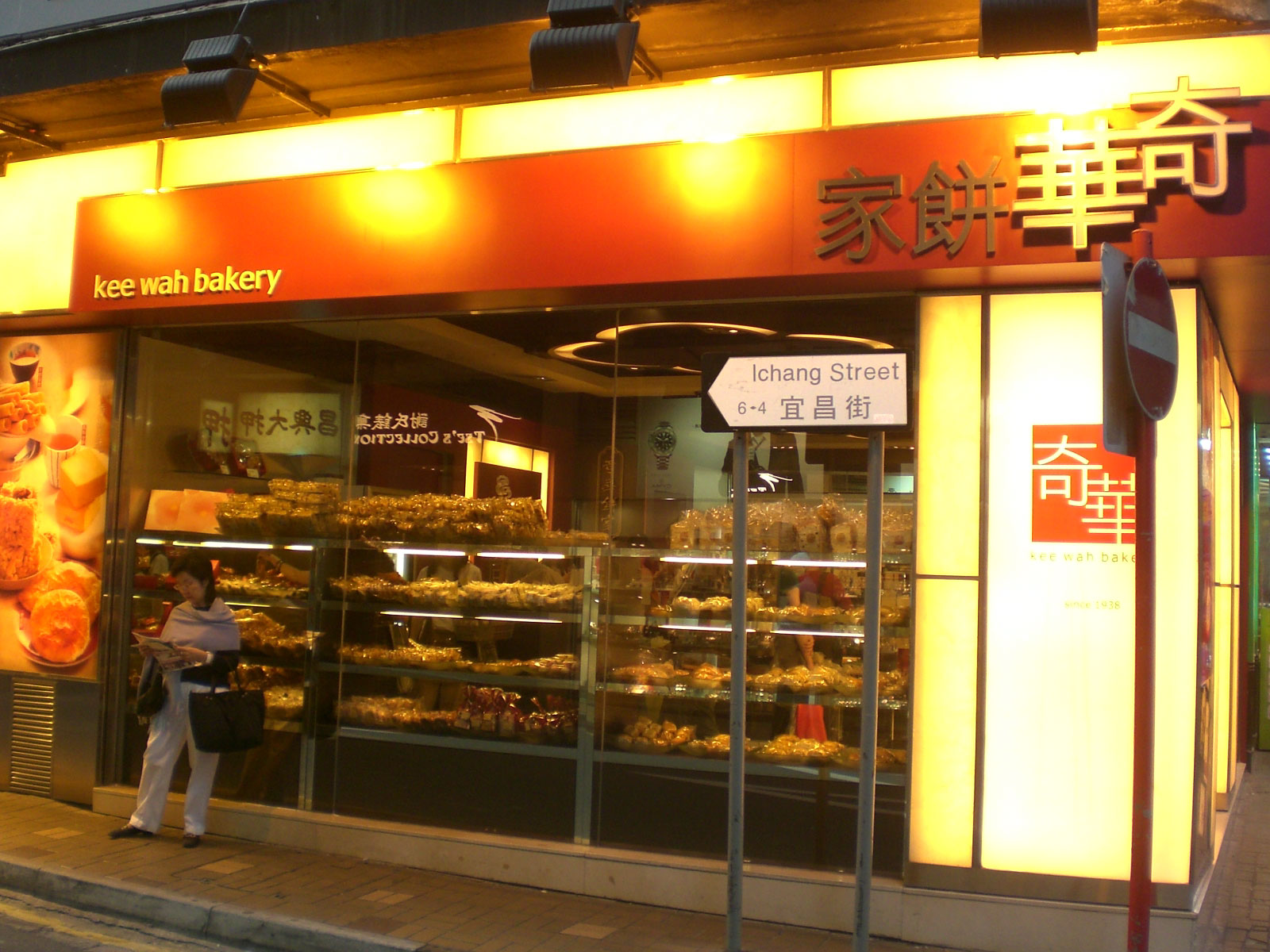
路牌

宜昌街（英語：Ichang Street），是位於香港九龍尖沙咀的一條街道，街道呈東西走向，東起自漢口道，西止於亞士厘道，街道全長約50米，此街道亦是尖沙咀區內最短的街道之一。
1860年，滿清政府在第二次鴉片戰爭戰敗，須按北京條約將九龍割讓予英國。香港政府後來把尖沙咀規劃成一個低密度住宅區，內裡建有不少別墅，其中宜昌街的現址後來被一名歐西小商人（中文被音譯作「八爹」）買下，並建成數間別墅來居住，並命名作，而中文則被譯作「八爹屋宇」。
後來，在踏入20世紀後，「八爹屋宇」被清拆，並被規劃成一條橫街。由於其鄰近的漢口道因中國湖北省武漢市的漢口與香港有貿易往來而命名，故此街亦須以漢口附近的一個城市來命名，而由於此街比漢口道為短，故用作命名的城市規模亦須比漢口小。政府官員在經過多番思量後，最後決定以同位於湖北省的宜昌市作為街名，並命名為宜昌街。

## 鄰近
- 漢口道
- 海防道
- 北京道
- 港鐵尖沙咀站
- 樂道

## 外部参考
- 中原地圖香港歷史掌故: 八爹屋宇（页面存档备份，存于）